# Patentka

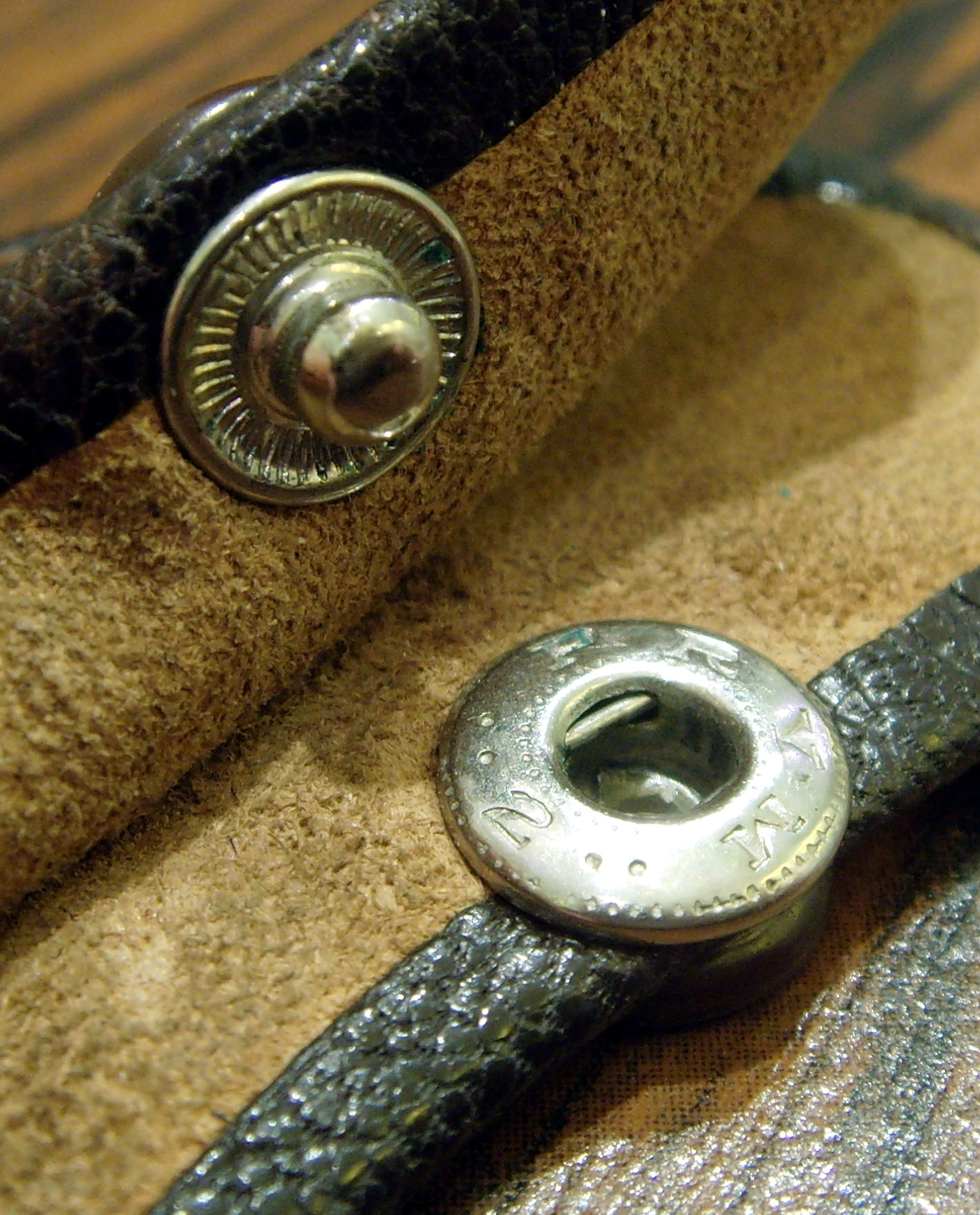
Hlavice (nahoře) a patice (dole) stiskacího knoflíku

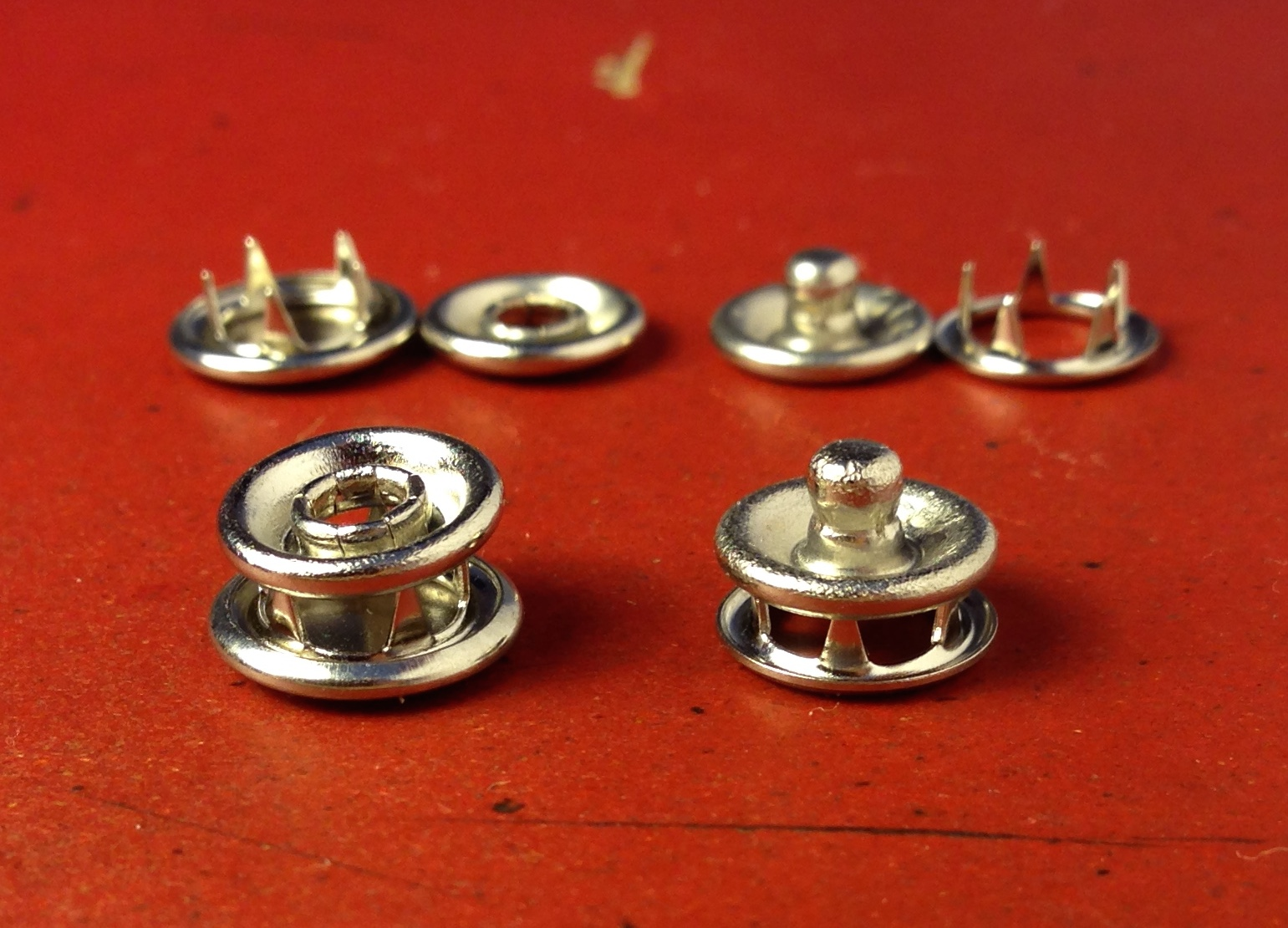
Příklad dílů patentky před snýtováním.

Patentka, druk neboli stiskací knoflík je drobný, většinou kovový dvoudílný knoflík užívaný pro rychlé spojování dvou textilních či kožených součástí k sobě. Skládá se ze dvou samostatných dílů, hlavice a patice, které se obvykle nýtují na oděv, textilní povlak nebo jinou textilní součástku. Hlavice patentky se zacvakává do patice, čímž obě části mechanicky spojuje dohromady.
V Čechách je její výroba spojena se jmény Jindřicha Waldese a Hynka Puce. V roce 1902 zkonstruoval Hynek Puc nový mechanický stroj – zakladačku na strojní vkládání pružiny do středu patentky, jež později umožnila mechanizovat výrobu patentek a oprostit ji od lidské práce (dokázala nahradit práci až deseti zručných dělníků). Mezi nejznámější výrobce patentek patří česká firma Koh-i-noor Waldes.

## Zajímavost

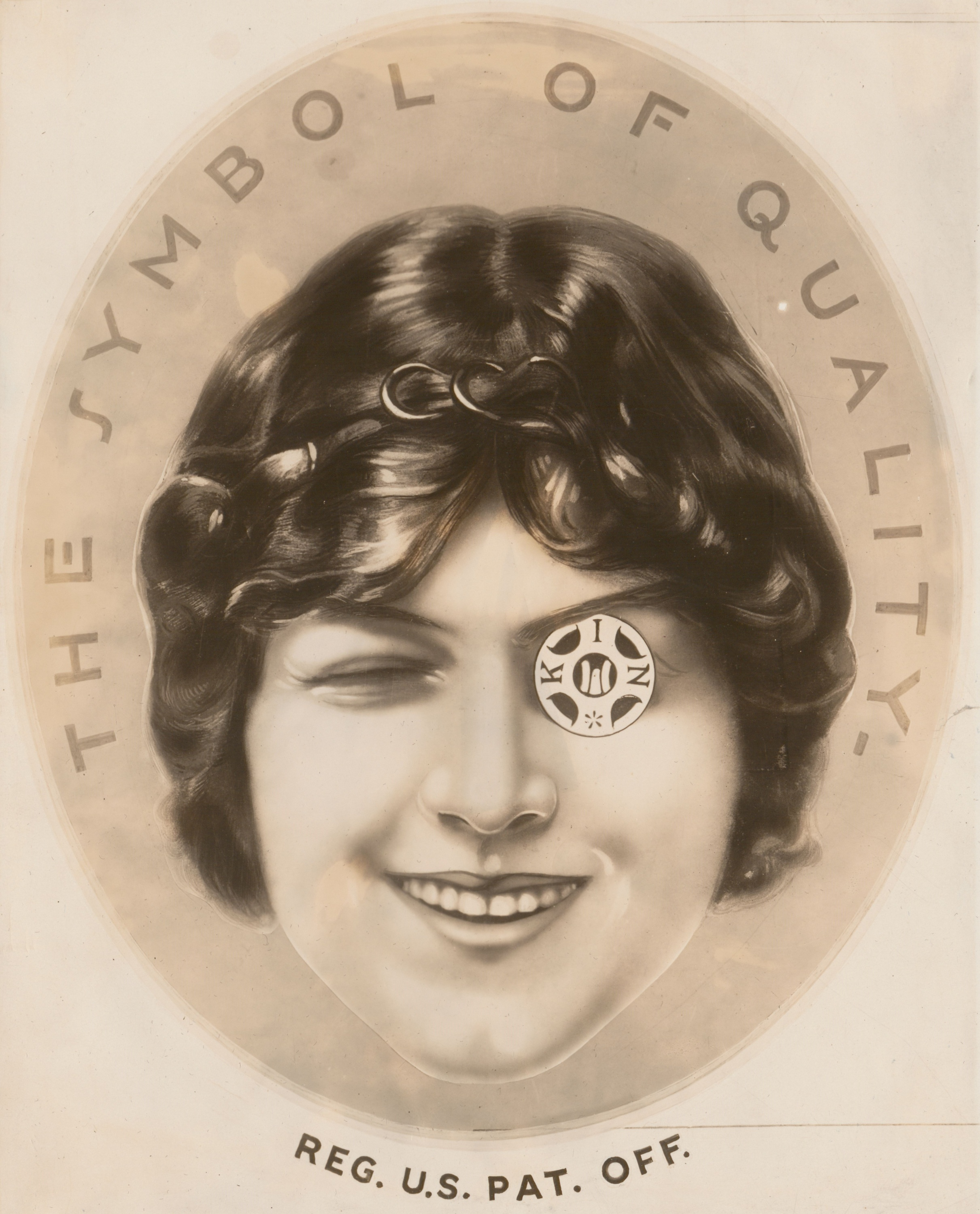
Obraz slečny s knoflíkem v oku – MISS KIN – nejznámější reklamní znak firmy. (SOA Praha)

Waldesova značka, Miss KIN, vznikla na lodi plující roku 1912 do USA kde potkal slečnu Elisabeth Coyens, která si vložila do oka Waldesovu patentku. František Kupka namaloval Miss KIN v olejových barvách a Vojtěch Preissig zhotovil grafické firemní logo, jež se používá dodnes.